# Havas Worldwide
Havas worldwide (Euro RSCG jusqu'en septembre 2012) est un important réseau de publicité, de marketing, de communication d’entreprise et des solutions interactives, avec 233 agences réparties dans plus de 100 pays en Europe, en Amérique du Nord, en Amérique latine, en Afrique du Nord et en Asie.
Créée en 1991 par la fusion des groupes publicitaires Eurocom et RSCG, Euro RSCG Worldwide devient Havas Worldwide en 2012. En 2017, le groupe de média Vivendi rachète Havas pour 3,9 milliards d'euros, et fait aujourd'hui partie des 6 plus grands groupes de communication dans le monde avec WPP, Omnicom, Publicis, Interpublic et Dentsu.

## Histoire
Le groupe Havas est à l'origine créé par Charles-Louis Havas en 1835. 
L'agence de publicité RSCG est fondée le 1er janvier 1970, par Bernard Roux, Jacques Séguéla, Alain Cayzac et Jean-Michel Goudard, qui lui ont donné leurs initiales patronymiques respectives. À l'époque, deux groupes dominent le secteur publicitaire en France : Havas, émanation de l'État, et Publicis.
En 1970, Bernard Roux et Jacques Séguéla créent leur agence, « Roux Séguéla », qui décroche grâce à deux encarts publicitaires parus dans le Figaro et Le Monde (la percutante « Lettre à un PDG »), son premier client Mercury Marine. Ils ont leur siège au 4 rue Berryer.
En 1972, Alain Cayzac rejoint Roux Séguéla. L’agence devient Roux Séguéla Cayzac. En 1975, Havas Conseil est reconstituée en Eurocom holding company.
En 1976, Roux Séguéla Cayzac fusionne avec Jean-Michel Goudard pour former RSCG (Roux, Séguéla, Cayzac & Goudard). Ils rachètent également le groupe Delpire, en liquidation judiciaire, récupérant une équipe de 400 collaborateurs (dont la photographe Sarah Moon), le siège social du 76 rue Bonaparte et un gros portefeuille de clients, dont Citroën. Havas lance alors une campagne de dénigrement contre RSCG, ce à quoi Jacques Séguéla réplique par un coup médiatique en publiant en 1978 le livre Ne dites pas à ma mère que je suis dans la publicité, elle me croit pianiste dans un bordel.
En 1978, aux législatives de 1978, RSCG crée l'affiche et le slogan de campagne pour le RPR de Jacques Chirac, le Parti républicain de Jean-Pierre Soissons et le Parti socialiste de François Mitterrand.
Dans les années 1980, pour avoir participé à la campagne présidentielle de François Mitterrand en 1981, l'agence RSCG perd de nombreux clients après la victoire de ce dernier, le milieu des affaires lui reprochant d'avoir pactisé avec la gauche. Afin de rappeler son expertise publicitaire, l'agence signe par la suite un spot publicitaire pour le réseau d'intérim Manpower dans un style futuriste avec d'énormes moyens (Jacques Demy à la réalisation, une musique de Phil Collins, un tournage de deux semaines près de Madrid, le tout pour un budget de 5 millions de francs, soit le prix d'un long-métrage à l'époque). De nombreuses publicités marquantes sont également réalisées, comme celle avec Emmanuelle Béart pour la lessive Woolite ou celle pour une Visa-GTI qui décolle du porte-avions Clemenceau.
En 1988, RSCG rachète l'agence américaine Tatham Laird & Kutner, installée à Chicago.
En 1991, RSCG se trouve dans une situation difficile malgré sa popularité : la loi Évin de 1991, qui réglemente la publicité pour le tabac et l'alcool, lui porte un coup. Elle tente une offre publique d'achat sur une agence britannique endettée, mais c'est un échec. Les comptes alors exsangues, elle consent à se faire racheter par Eurocom (Havas), créant le réseau Euro RSCG,. Les deux partenaires passent alors les deux années suivantes à résoudre les conflits relatifs à la prochaine entente, avant de finaliser leur fusion en 1993. Cette fusion est bénéfique pour les deux entités. En effet, Eurocom peut ainsi résoudre ses problèmes de créativité et RSCG obtient alors le soutien financier dont elle a besoin. Trois des quatre partenaires de RSCG restent pour assumer des rôles de premier plan au sein de la nouvelle organisation, Alain Cayzac assumant le rôle de président des opérations françaises, Jean-Michel Goudard devenant le président directeur général des opérations internationales et Jacques Séguéla prenant en charge la direction de la création du groupe. L’agence nouvellement formée, devenait ainsi un réel concurrent des agences américaines et japonaises : Euro RSCG avançait alors des revenus presque deux fois supérieurs à son plus proche concurrent européen, l’agence française Publicis FCB.
Bernard Roux est le premier à quitter le groupe lors de la fusion pour former sa propre agence avec Christophe Lambert et Thierry Consigny. Jean-Michel Goudard suit trois ans plus tard et Alain Cayzac en 2006, seul restant Jacques Séguéla de l'époque RSCG.
En avril 2012, Havas, la société mère, annonce la renommination de la marque RSCG par Havas, ce qui est effectif le 24 septembre.
En 2017, Vincent Bolloré du groupe Vivendi annonce le rachat de Havas par Vivendi.
En 2019, Havas annonce l'intégration de Buzzman, l'agence créative indépendante créée en 2006.  
En 2020, Havas annonce le rapprochement de deux entités digitales du groupe, BETC Digital et Fullsix, pour former BETC Fullsix, nouvelle entité centrée sur la technologie, la data et la créativité. 

### Identité visuelle (logo)

Logo d'Euro RSCG worldwide jusqu'en septembre 2012.
Logo de Havas worldwide depuis le 24 septembre 2012.